# 阿尔穆涅卡尔

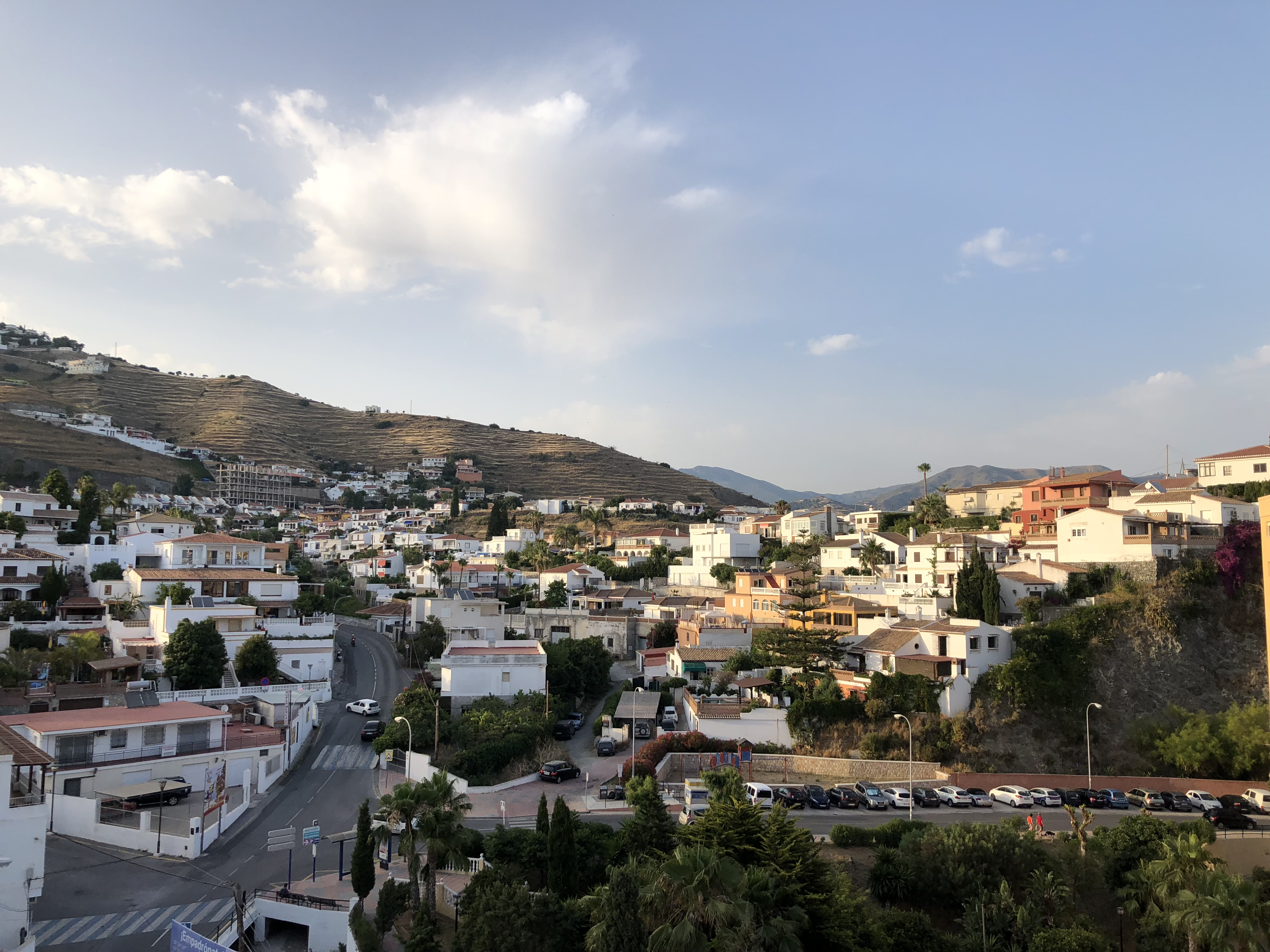
阿尔穆涅卡尔 (2018)

阿尔穆涅卡尔是西班牙安达卢西亚自治区格拉纳达省的一座城市，位于热带海岸沿线，面积83.4平方公里，人口26,264人（2006年）。

## 友好城市
- 德国菲尔斯滕费尔德布鲁克
- 法國 利夫里加尔冈
- 意大利切尔韦泰里